# 西の国のプレイボーイ
『西の国のプレイボーイ』(英語: The Playboy of the Western World)はアイルランドの劇作家ジョン・ミリントン・シング作の三幕ものの戯曲で、1907年1月26日にダブリンのアビー座で初演された。日本語タイトルには『西の国のプレイボーイ』のほか、『西の国の伊達男』、『西国の伊達男』などがある。1900年代初頭、アイルランドの西岸、メイヨー県にあるマイケル・ジェイムズ・フラハティのパブを舞台とする芝居である。父親を殺害したと言って故郷の農場から逃げてきた若い男、クリスティ・マホンの物語である。クリスティが逃げてきた先の村の人々は殺人の悪を断罪するよりは、その話をわがことのように楽しむほうに関心を持つ。実際、この話のせいで、フラハティの娘でパブを切り盛りしているペギーン・マイクはクリスティにロマンティックな関心を寄せるようになる。シングはアイルランド人の抒情詩のような話しぶりを称えており、この芝居はアイルランド語の影響を強く受けたアイルランド英語を詩的かつ喚情的に駆使したセリフにより、非常によく知られている。初演時に暴動が発生したことでも有名である。

## 登場人物
- クリスティ・マホン
- 老マホン…クリスティの父

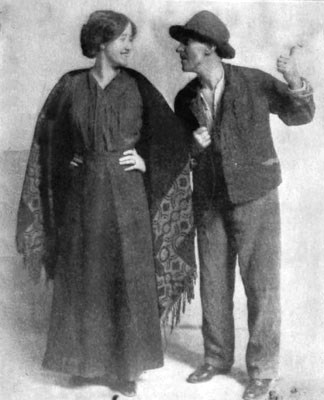
アイルランドの女優セーラ・オールグッド(寡婦クィン役)とJ・K・ケリガン(ショーン・キョー役)。ボストンのプリマス座にて、1911年。

- マイケル・ジェイムズ・フラハティ…パブの持ち主
- マーガレット・フラハティ、通称ペギーン・マイク…マイケルの娘でパブの切り盛りをしている
- ショーン・キョー…ペギーンに恋している若い男
- 寡婦クィン…30歳くらいの寡婦
- フィリー・カレンとジミーファレル…農夫たち
- セーラ・タンジー、スーザン・ブレイディ、オナー・ブレイク、ネリー…村の娘たち
- お触れ役
- 農民たち

## あらすじ
メイヨー県の西岸地域でクリスティ・マホンがフラハティの居酒屋に転がり込んでくる。クリスティの言い分によると、親父の頭に鋤をつっこんで殺してしまったので逃亡中だという。フラハティはクリスティを大胆だと言って褒め、フラハティの娘でパブを切り盛りしているペギーンはクリスティに惚れてしまう。ペギーンに夢中で形の上では婚約していることになっているショーン・キョーは気が気ではない。しでかしたことが物珍しく、また話をするのもうまいので、クリスティは町の英雄になってしまう。他の女たちもこぞってクリスティに心を惹かれはじめ、寡婦クィンはショーンの頼みもあってクリスティの気を引こうとするがうまくいかない。クリスティは遅いロバを乗りこなしてレースに勝ち、このことでも村の女たちの人気を博す。
ところがついにクリスティの父であるマホンのおやじが現れる。マホンのおやじはけがをしただけで、居酒屋までクリスティを追ってきたのだ。町の人々はクリスティの父が生きていたと分かると、ペギーンを含む全員が嘘つきの卑怯者だとクリスティを避けるようになる。ペギーンの愛と町の人々からの尊敬を取り戻すため、クリスティは再び父を襲う。今度こそマホンのおやじは本当に死んだように見えたが、クリスティを褒めるどころか、町の人々は殺人の重犯として巻き込まれるのを避けようとペギーンの音頭でクリスティを絞首刑にするため縛り上げる。殴られて血まみれのマホンのおやじがその場によろよろと戻ってきたため、クリスティの命は助かる。マホンのおやじは息子の2度目の襲撃からも奇跡的に生き延びていたのであった。クリスティとマホンのおやじは出ていってしまい、ショーンはペギーンにすぐ結婚しようと申し出るが、ペギーンはそれを一蹴する。ペギーンはクリスティを裏切って失ってしまったことを嘆き、「西の国でたったひとりのプレイボーイを失ってしまった」("I've lost the only playboy of the western world.")と言う。

## プレイボーイ暴動
所謂プレイボーイ暴動(Playboy Riots)は1907年1月、芝居の初演中に起こった。暴動は芝居の内容が公衆道徳への侮辱でありアイルランドに対する侮辱であると考えたアイルランドのナショナリストが引き起こしたものであった。暴動はダブリンでアビー座から外へ広がり、ダブリン市警の出動によってやっと鎮められた。
芝居がどうやら父親殺しであるらしいものに関する物語に基づいていることも、人々が敵意を剥き出しに反応した理由であると考えられている。シン・フェイン党党首であったアーサー・グリフィスはこの芝居を酷評し、ナショナリストが扇動を行った。さらにその上、観客は「下着一枚で女たちが立ち並んで」("a drift of females standing in their shifts")という台詞の「シフト」("shift"、女性用下着のこと)の部分に対してアイルランドの女性の美徳を侮辱していると考え、これを口実に相当な数の群衆が暴動を起こし、これ以降芝居の台詞の内容はほとんど聞こえなくなった。それにもかかわらず、出版界はすぐ暴動を起こした人々に対して批判的意見を表明し、抗議した人々の勢いもなくなっていった。暴動収束までは1週間ほどかかった。
数年後、ウィリアム・バトラー・イェイツはショーン・オケーシーの平和主義的な芝居『鋤と星』(The Plough and the Stars)に対して暴動を起こした人々に対してプレイボーイ暴動を引き合いに出して批判をした。このイェイツの発言はオケイシーをもとにした架空の劇作家キャシディを主人公とする1965年の映画『若きキャシディ』でも引かれている。
この芝居の上演は1911年、アメリカ合衆国においてもさらなる騒乱を引き起こした。ニューヨークの初日の夜には人々がやじやブーイングを飛ばし、野菜や悪臭爆弾を投げ、通路では男たちが取っ組み合いをする始末であった。劇団はフィラデルフィアで逮捕され、不道徳な上演を行ったかどで告発された。この告発は後に却下された。

## 上演史
原作通りの古典的な演出としては、ゴールウェイを本拠とするドルイド・シアター・カンパニーが1975年からこの芝居を継続的に上演している。2011年にはイギリス、ロンドンのオールド・ヴィック・シアターでジョン・クロウリー演出による上演が行われ、ロバート・シーハン、ニーヴ・キューザック、ルース・ネッガが出演した。

## 翻案

### 演劇
本作は舞台で何度も翻案されている。1912年、ジル＝ヴァラとチャールズ・H・フィッシャーがこの戯曲を『西の国の英雄』(Der Held des WesterlandsあるいはDer Held der westlichen Welt）というタイトルでドイツ語に訳し、ゲオルグ・ミュラーに出版させた。ベルリンではマックス・ラインハルトのカンマーシュピーレで、ウィーンでは新ウィーン劇場で、ミュンスターでは市立劇場で上演された。1973年には国立のアイルランド語劇団であるゴールウェイ劇場がショーン・オ・キャラによるアイルランド語版の翻案Buachaill Báire an Domhain Thiarを上演した。1984年にはトリニダード・トバゴの劇作家ムスタファ・マトゥラが、 世紀転換期アイルランドから離れて1950年代のトリニダード・トバゴを舞台に『西インド諸島のプレイボーイ』(Playboy of the West Indies)とタイトルを変えて翻案を行った。2006年、北京郊外の美容院を舞台にした北京語版の翻案劇が北京オリエンタル劇場でアイルランドの現代劇団パンパンにより製作され、上演された。この上演はセーラ・タンジーにあたるキャラクターを演じたシャ・シャのスカートが短すぎると観客のひとりが苦情をいったために議論を呼び、この苦情の後は警官2名が上演に付きそうことになった。2007年9月、本作はビシ・アディガンとロディ・ドイルによる現代版でアビー座に戻ってきた。西ダブリンの郊外を舞台にした、すりこぎで父を殺したと主張するナイジェリア出身の難民、クリストファー・マロモの物語である。

### オペラ・音楽
1975年にギーゼルヘル・クレーベによる翻案オペラ『真の英雄』(Ein wahrer Held)がチューリッヒ歌劇場で初演された。2003年にはマーク・オールバーガーによるオペラ版が2007年8月23日から26日にかけてカリフォルニア州オークランドにあるオークランド・メトロ・オペラハウスでGHP/SFキャバレー・オペラにより上演された。
ケイト・ハンコックとリチャード・B・エヴァンズ作のミュージカル版がシアター・ビルディング・シカゴで行われたSTAGES 2005音楽祭で初演された。2009年には『ブルーリッジのゴールデンボーイ』というタイトルのミュージカル版翻案がニューヨークで初演された。ピーター・ミルズが作曲、ミルズとキャラ・レイチェルが台本を担当しており、このミュージカルは物語を1930年代のアパラチアに移してブルーグラス風の音楽をつけたものであった。

### 映像化
1962年に映画版『西の国のプレイボーイ』がアイルランドで製作されており、ブライアン・デズモンド・ハーストが脚本・監督をつとめた。シワーン・マッケンナがペギーン、ゲイリー・レイモンドがクリスティ、エルスペス・マーチが寡婦クィンを演じ、音楽はショーン・オ・リアダが担当した。
1994年にはテレビ版翻案『パリかどこか』(Paris or Somewhere)が作られた。サスカチュワンの田舎を舞台にしており、カラム・キース・レニーが町にやって来て父を殺したと言い張る若いアメリカ人の農夫クリスティ役を演じた。この話で町中を魅了し、とくに地元の店主兼密造酒業者の娘ペグ(モリー・パーカー)の心を惹きつける。台本は小説家のリー・ゴウワンによるものであった。